# Ufa (település)
Ufa (oroszul: Уфа, baskírul Өфө) város Oroszországban, a Baskír Köztársaság fővárosa.
Ufa az orosz muzulmánok vallási szövetségének, az Oroszországban és a Független Államok Közössége európai tagállamaiban élő muzulmánok legfőbb muftijának a székhelye (ЦДУМ – Центральное Духовное управление мусульман России и Европейских стран СНГ). Az Ufai legfelső muftiátust 1992-ben hozták létre, a főmufti Talgat Tadzsuddin.

## Fekvése
A város a Déli-Urál gerincétől, Európa és Ázsia határától nyugatra, mintegy 100 kilométerre a Belaja folyó partján az Ufa és Gyoma folyók torkolatánál helyezkedik el.

## Története
Ufa erődjét, egy cölöpvárat a baskír törzsek Oroszországhoz történt csatlakozását követően 1574-ben építették az Ufa és Belaja folyók összefolyásánál.
A cölöpvárból a 17–18. század folyamán jelentős város alakult ki. 1781-ben vált az Ufai kormányzóság központjává. 1919-ben hozták létre a Baskír Autonóm Köztársaságot, 1922-ben a Baskír Köztársaságot ennek fővárosa megalakulása óta Ufa.

## Népesség
Lakosságát tekintve Oroszország 11. legnépesebb városa.
- 1897-ben 49 300 lakosából 42 062 orosz, 3151 baskír, 2524 tatár,
- 1926-ban 98 500 lakosából 74 785 orosz, 14 331 tatár, 4632 baskír,
- 1959-ben 546 900 lakosából 355 192 orosz, 115 146 tatár, 30 321 baskír,
- 1970-ben 770 900 lakosából 475 480 orosz, 183 326 tatár, 54 368 baskír,
- 1979-ben 976 858 lakosából 568 504 orosz, 240 881 tatár, 92 678 baskír,
- 1989-ben 1 079 765 lakosa volt, melyből 585 337 orosz, 291 190 tatár, 122 026 baskír,
- 2002-ben 1 049 479 lakosából 530 136 orosz, 294 399 tatár, 154 928 baskír, 17 772 ukrán, 10 586 csuvas, 9616 mari, 5556 fehérorosz, 3975 mordvin, 2822 örmény, 2219 német, 2082 zsidó, 2075 azeri, 811 udmurt,
- 2010-ben 1 071 640 lakosából 494 723 orosz (48,9%), 286 409 tatár (28,3%), 172 794 baskír (17,1%), 12 485 ukrán, 9420 csuvas, 9134 mari, 3957 fehérorosz volt.

## Oktatás
Ufa legfontosabb felsőoktatási intézménye a Baskír Állami Egyetem.

## Gazdasági élet, közlekedés

### Gazdaság
Ufa ipara a 19. században indult fejlődésnek. 1870-ben indult meg a hajózás a Belaja folyón és 1892-ben nyitották meg a Szamara–Ufa vasútvonalat. A 19. század végén Ufában több mint 30 üzemet gyárat tartottak nyilván.
1925-ben alapították Ufa legjelentősebb üzemét az Ufai Motorgyárat (teljes nevén Ufai Motorgyártó Termelési Egyesülés), ahol helikopterekben és repülőgépekben használatos gázturbinákat és sugárhajtóműveket gyártanak.
1942-ben evakuálták Ufába a Jaroszlavli Gumigyárat, amely jelenleg az Elasztikus Anyagok Ufai Gyára néven Oroszország egyik legnagyobb műanyagipari üzeme. A gyár tengeri mentőtutajoktól kezdve, felfújható hajókon és légi mentőtutajokon át, felfújható épületekig az elasztikus műanyag termékek széles skáláját gyártja.

## Közlekedés
Ufa fontos közlekedési csomópont itt keresztezi a Transzszibériai vasútvonal déli vonala a Belaja folyót. 1989. június 4-én nem messze Ufától történt a Szovjetunió legnagyobb vasúti szerencsétlensége, amelyben 780 ember, főként gyermek halt meg.
Az Ufai repülőtér (IATA: UFA, ICAO: UWUU) hivatalos nemzetközi repülőtér, amely képes minden forgalomban lévő repülőgéptípus fogadására. Menetrend szerinti járatok elsősorban Oroszország városaival kapcsolják össze.
A városi közlekedést villamos-, trolibusz- és autóbuszvonalak biztosítják.
Az ufai metró építéséről 1996. július 2-án hoztak határozatot. Átadását 2004-re tervezték, az építés azonban nem a tervezett ütemben haladt.
A várost két főútvonal is összeköti Moszkvával: az M7-es „Volga” főút Vlagyimir, Nyizsnyij Novgorod, Kazany érintésével érkezik Ufába, az M5-ös, „Urál” főút pedig egy hosszabb délebbi íven, többek között Rjazany, Penza, Togliatti érintésével érkezik ide. Tovább az Urál és a Távol-Kelet felé a főút M5 néven halad.

## Sportlétesítmények

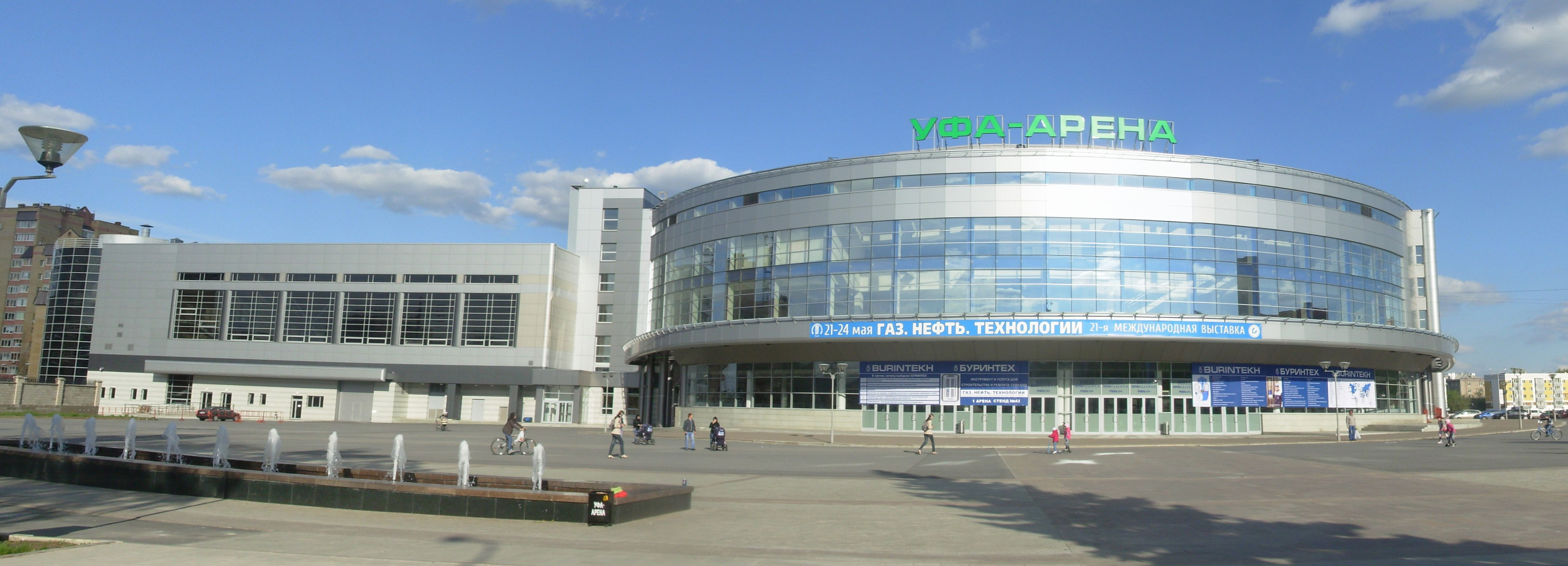
Az Ufa Aréna külső képe

- Ufa Aréna
- Gyinamo Stadion
- Akbuzat versenypálya

## Érdekességek
- 1917-től Prágába történt visszatéréséig Jaroslav Hašek Ufában élt és dolgozott, aki mint a keleti front 5. hadseregének politikai tisztje a Mi utunk és a Vörös Európa újságokat szerkesztette. Itt írta az Ufai Iván Ivanovics, Két lövés, Bulakuline szatócsboltja és más elbeszéléseit .

## Nevezetes szülöttei
- Vlagyimir Szpivakov hegedűművész, karmester, a Moszkvai Virtuózok alapítója
- Danyiil Kvjat Formula–1-es pilóta.

## Testvérvárosok
- Ankara, Törökország
- Halle an der Saale, Németország
- Senjang, Kína